# Dick Bruna
 (février 2017).
Si vous disposez d'ouvrages ou d'articles de référence ou si vous connaissez des sites web de qualité traitant du thème abordé ici, merci de compléter l'article en donnant les références utiles à sa vérifiabilité et en les liant à la section « Notes et références ».
Pour les articles homonymes, voir Bruna.
Hendrik Magdalenus Bruna, dit Dick Bruna, est un dessinateur néerlandais, né le 23 août 1927 à Utrecht et mort le 16 février 2017 dans la même ville. Créateur du personnage « Miffy le lapin blanc » avec 124 livres vendus à 85 millions d'exemplaires à travers le monde juste avant sa disparition.

## Biographie
Dick Bruna était le deuxième fils de l'éditeur A. W. Bruna et de J. C. C. Erdbrink, ainsi que le neveu de Henk Bruna. Pendant la Seconde Guerre mondiale, la famille dut se cacher plusieurs années à Loosdrecht pour que le père ne soit pas envoyé de force comme travailleur en Allemagne. Après la guerre, Dick commença par suivre une formation scolaire, mais l'abandonna bientôt. Il était prévu qu'il suivrait les traces de son père et de son grand-père, et qu'il serait éditeur. Pour s'y préparer, Bruna se rendit à Londres et à Paris. Dans cette dernière ville, il visita assidûment toutes sortes de musées, ce qui l'incita à devenir artiste. De retour dans son pays, il retourna étudier à l'Académie des Beaux-Arts d'Amsterdam, mais il ne tarda pas à tout laisser tomber. Au lieu de devenir éditeur chez A. W. Bruna & fils, il se mit à travailler comme dessinateur, ce qui lui valut d'être plus ou moins considéré comme la brebis galeuse de la famille. Son succès est dû en partie au fait que dans chaque gare, aux Pays-Bas, on trouvait un kiosque où ses livres se vendirent.
En 1953, Dick Bruna épousa Irene De Jongh dont il eut trois enfants. La même année parut son premier album pour enfants, De Appel. En 1955, en vacances sur la côte néerlandaise, Bruna dessina pour son jeune fils le premier livre de la série Miffy, inspiré par le lapin en peluche de l'enfant. Lorsqu'il était âgé de quatre-vingts ans, il se rendait encore tous les jours à vélo à son atelier au centre-ville d'Utrecht, où il continuait à dessiner et à écrire de nouveaux ouvrages pour enfants. Ses livres ont été traduits dans plus de cinquante langues, en particulier au Japon où ils connaissent de très gros tirages.

## Créations et style

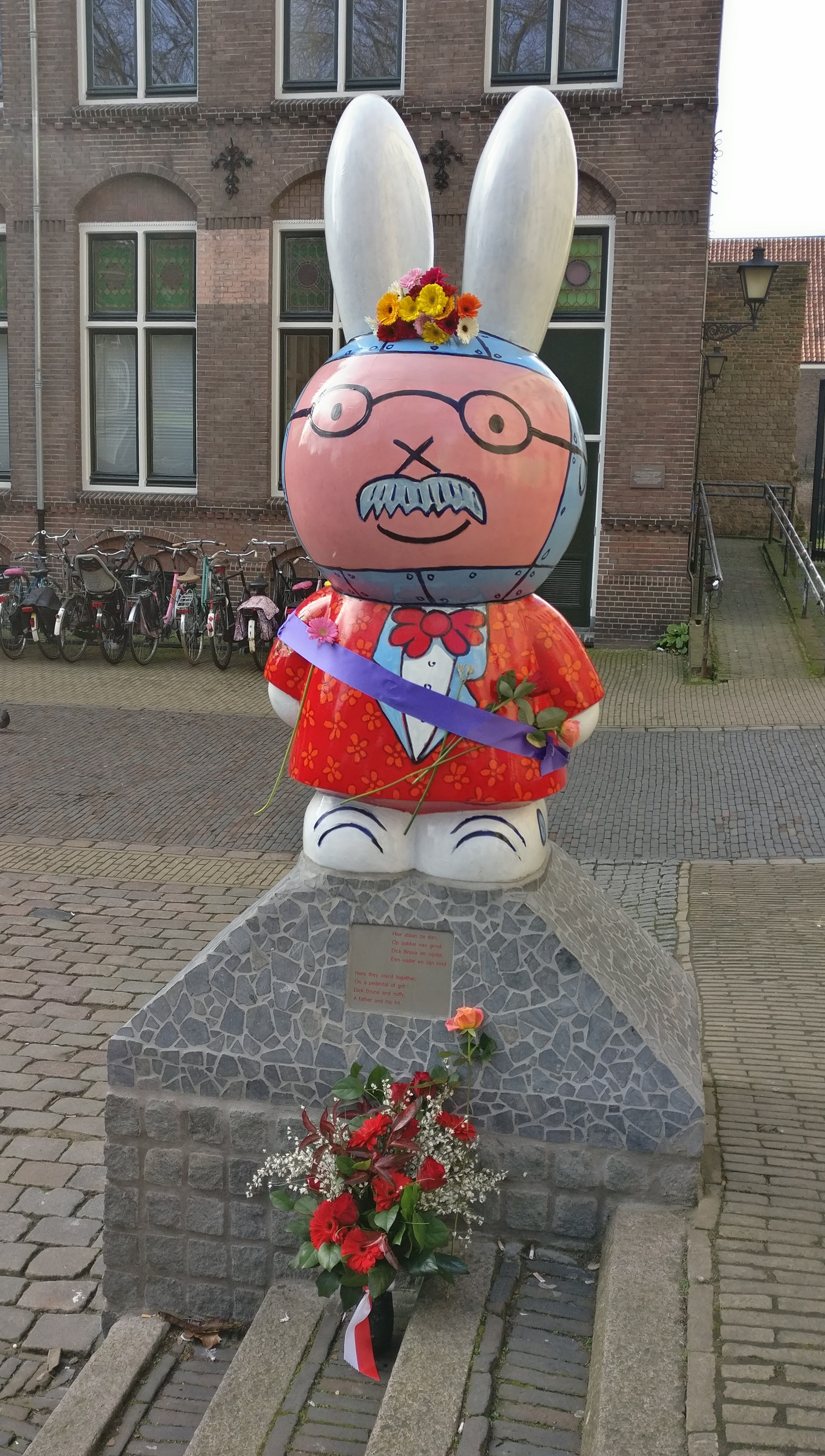
Statue de Miffy le 18 février 2017.

Principalement connu pour ses bandes dessinées pour les enfants (plus de 100 livres à son actif, traduits en 40 langues), Dick Bruna s'est également illustré dans la création de posters publicitaires (inspirés de Cassandre et Savignac) et de couvertures de livres (la série Maigret de Simenon, ou encore la série Le Saint de Leslie Charteris).
Les dessins de Dick Bruna se caractérisent par des formes simples (très arrondies) et des aplats de couleur entourés d'un épais trait noir. Il utilise très peu de couleurs par planche, et quasiment uniquement le blanc, le bleu, le vert, le rouge, le jaune, le marron et le noir.
Son travail est fortement influencé par Picasso, Léger, Matisse et Braque. C'est d'ailleurs dans les années 50, qu'il visite la chapelle du Rosaire de Vence, conçue intégralement par Matisse. Un œuvre empreinte de minimalisme et allant à l'essentiel dans le brut des formes, découpes et couleurs primaires. C'est un véritable déclic pour Dick Bruna.
La série phare de Dick Bruna est sans conteste celle qui met en scène le petit lapin blanc, Nijntje (en néerlandais), connu dans le monde entier sous le nom de Miffy. Apparu en 1955, Miffy a acquis une telle popularité que les autres personnages de Bruna ont fini par être incorporés au « monde de Miffy ». Dans ce monde pour les plus jeunes, Miffy vit avec ses parents dans une petite maison campagnarde et côtoie ses amis Boris et Barbara (des ours), Poppy (un cochon) et son chien Snuffy.
Les personnages de Dick Bruna se retrouvent sur de nombreux produits dérivés à destination des bébés et des jeunes enfants auxquels ses dessins épurés conviennent parfaitement.